# Zanclopus cephalodisci
Zanclopus cephalodisci — вид щелепоногих ракоподібних ряду Cyclopoida. Зустрічається у субантарктичних водах на південь від Африки. Паразитує у напівхордових виду Cephalodiscus gilchristi (Ridewood, 1908).